# اندبیل (شبستر)

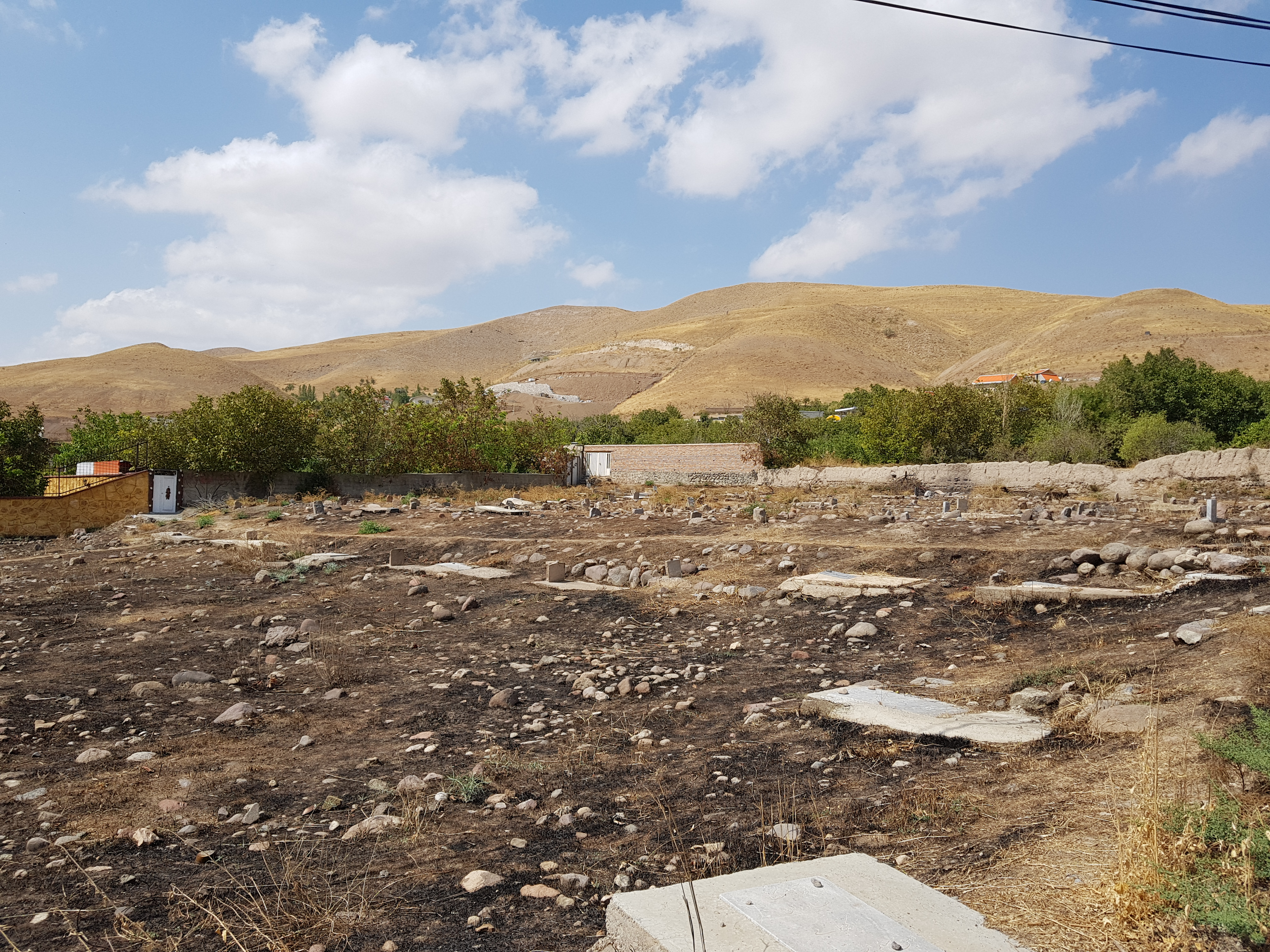
گورستان روستای اندبیل

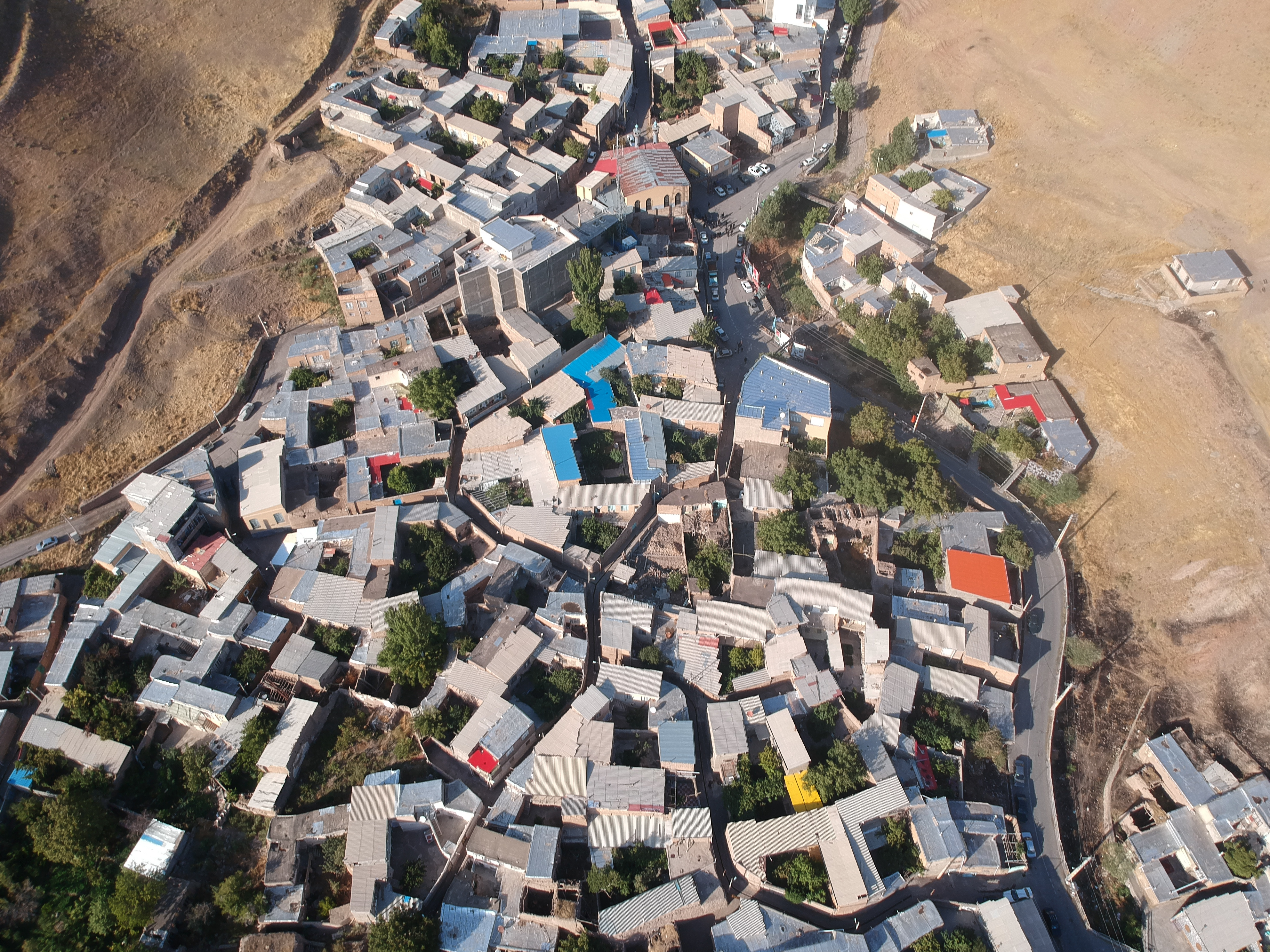
دهکده اندبیل

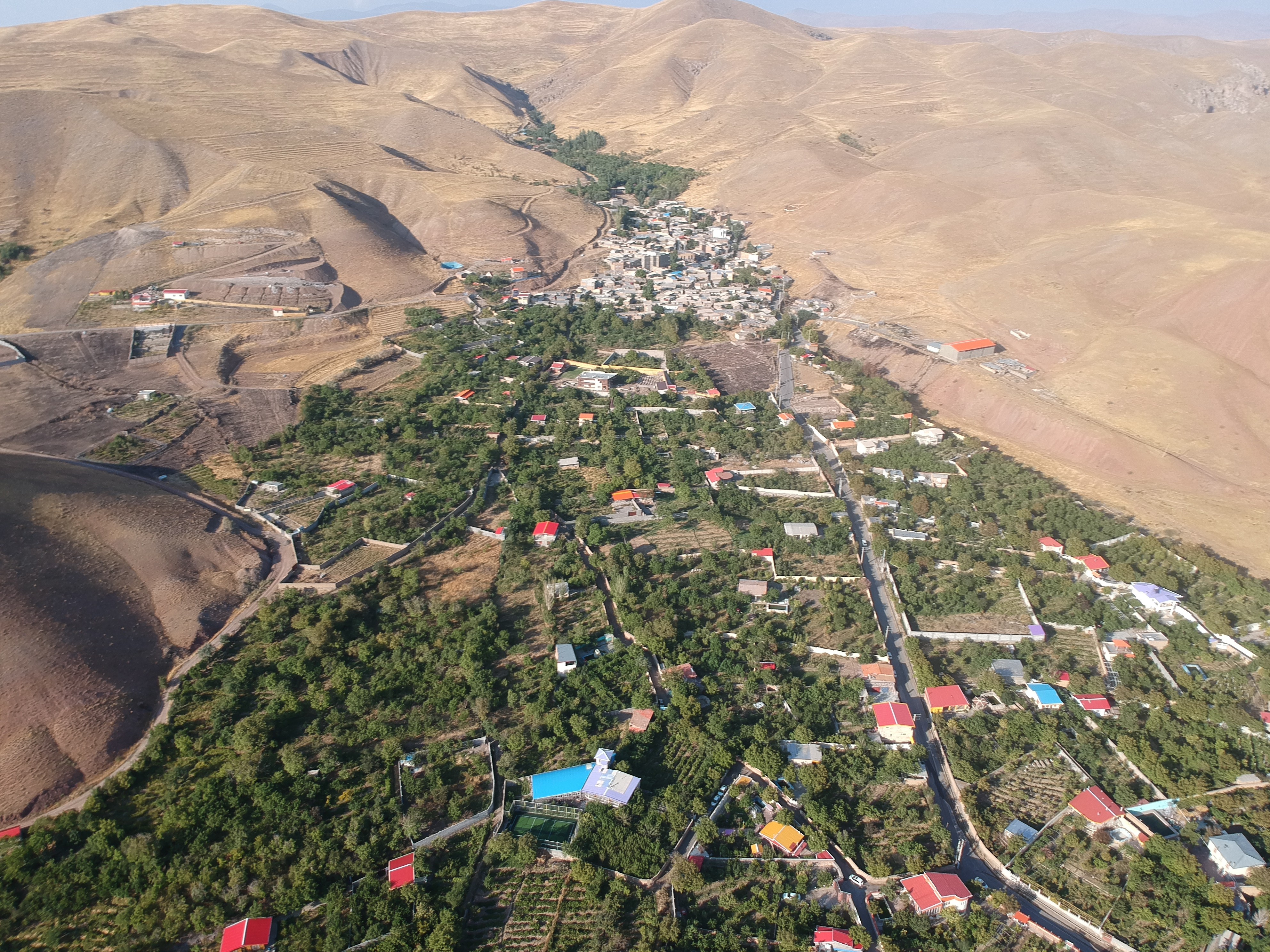
نمای هوایی از ویلاشهر اندبیل

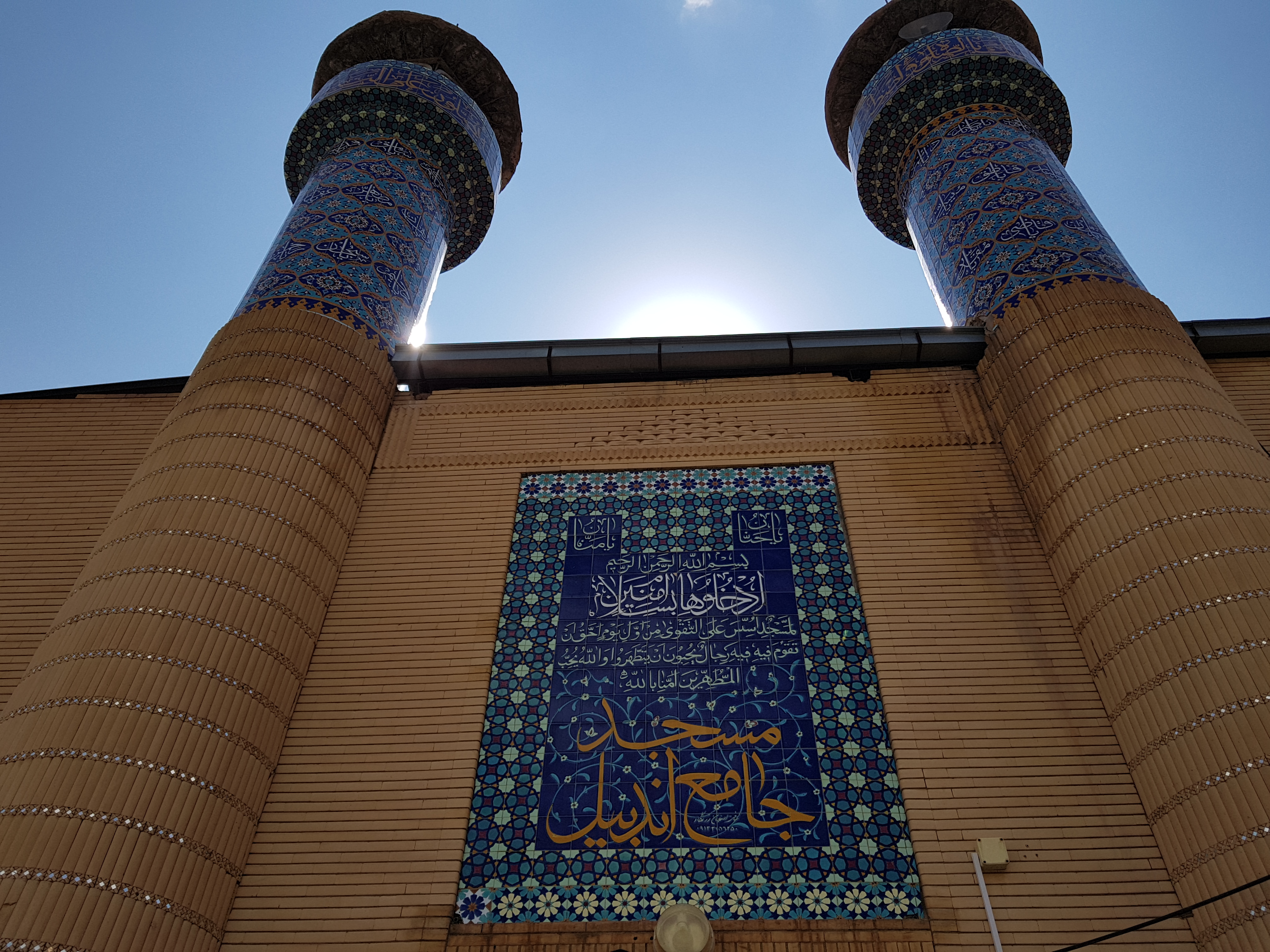
مسجد جامع اندبیل

اندبیل یکی از روستاهای استان آذربایجان شرقی است که در دهستان چله‌خانه بخش صوفیان شهرستان شبستر واقع شده‌است.
روستای ییلاقی اندبیل در ۹ کیلومتری شمال شرق صوفیان و ۴۰ کیلومتری شمال غرب تبریز قرار گرفته‌است. این روستا از سمت شمال به روستاهای النجق، زرغان و نوجه‌ده، از سمت شرق به روستاهای کلاش و گروس، از سمت غرب به روستای قره‌آغاج و از سمت جنوب به شهر صوفیان محدود می‌شود. آب و هوای اندبیل در تابستان معتدل و در زمستان سرد است. این روستا دارای سابقهٔ طولانی سکونت می‌باشد بر اساس سرشمار ۱۳۸۵ جمعیتی در حدود ۲۰۰ خانوار و ۷۴۰ نفر را در خود جای داده‌است.
روستای اندبیل در طول جغرافیایی ۳۸ درجه و ۲۱ دقیقه و ۳۰ ثانیهٔ شمالی و عرض جغرافیایی ۴۵ درجه و ۵۹ دقیقه و ۳۰ ثانیهٔ شرقی قرار گرفته و ارتفاع آن از سطح دریا ۱۶۶۰ متر می‌باشد.
مساحت کل زمین‌های تحت تملک این روستا حدود ۶۰ کیلومتر مربع و در ابعاد ۱۰ کیلومتر در ۶ کیلومتر می‌باشد.